# Bezirk Pārgauja
Der Bezirk Pārgauja (Pārgaujas novads) war ein Bezirk in Lettland, der von 2009 bis 2021 existierte. Bei der Verwaltungsreform 2021 wurde der Bezirk aufgelöst, seine Gemeinden gehören seitdem zum Bezirk Cēsis.

## Geographie
Das Bezirksgebiet lag im Norden des Landes östlich von der Bucht von Riga.

## Bevölkerung
Ab 2009 bildeten die Gemeinden Raiskums (1604 Einwohner), Stalbe (1228 Einwohner) und Straupe (1412 Einwohner) eine Verwaltungsgemeinschaft mit insgesamt 4244 Einwohnern (1. Juli 2014). Die Bezirksverwaltung befand sich in Straupe.

## Sehenswürdigkeiten
- Auciems (Gemeinde Raiskums) Herrenhaus Autzem aus dem 19. Jahrhundert[2]
- Raiskums Herrenhaus Raiskum aus dem 19. Jahrhundert[3]
- Ungurmuiža (Gemeinde Raiskums) Herrenhaus Orellen, errichtet 1732

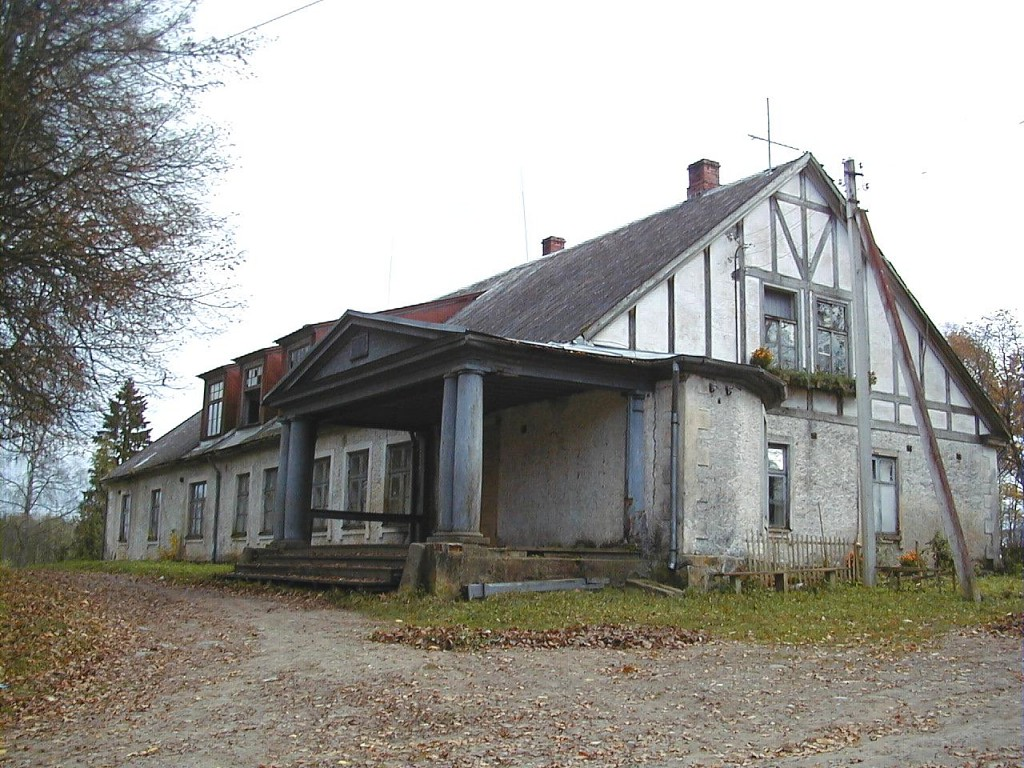
Herrenhaus Autzem
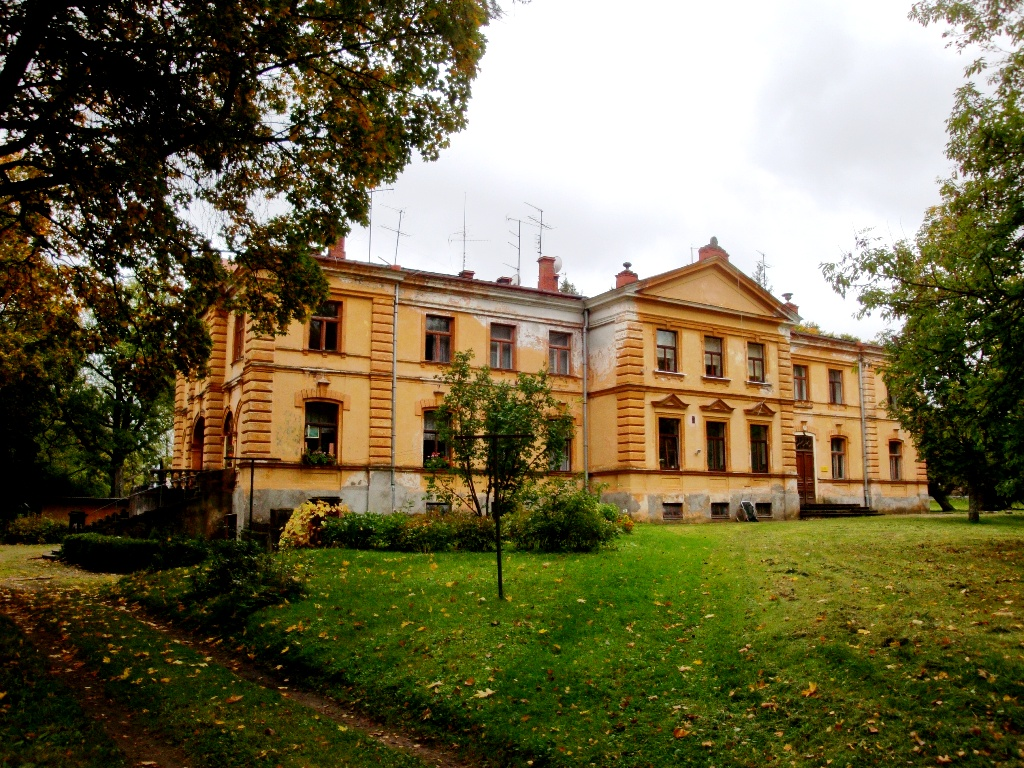
Herrenhaus Raiskum
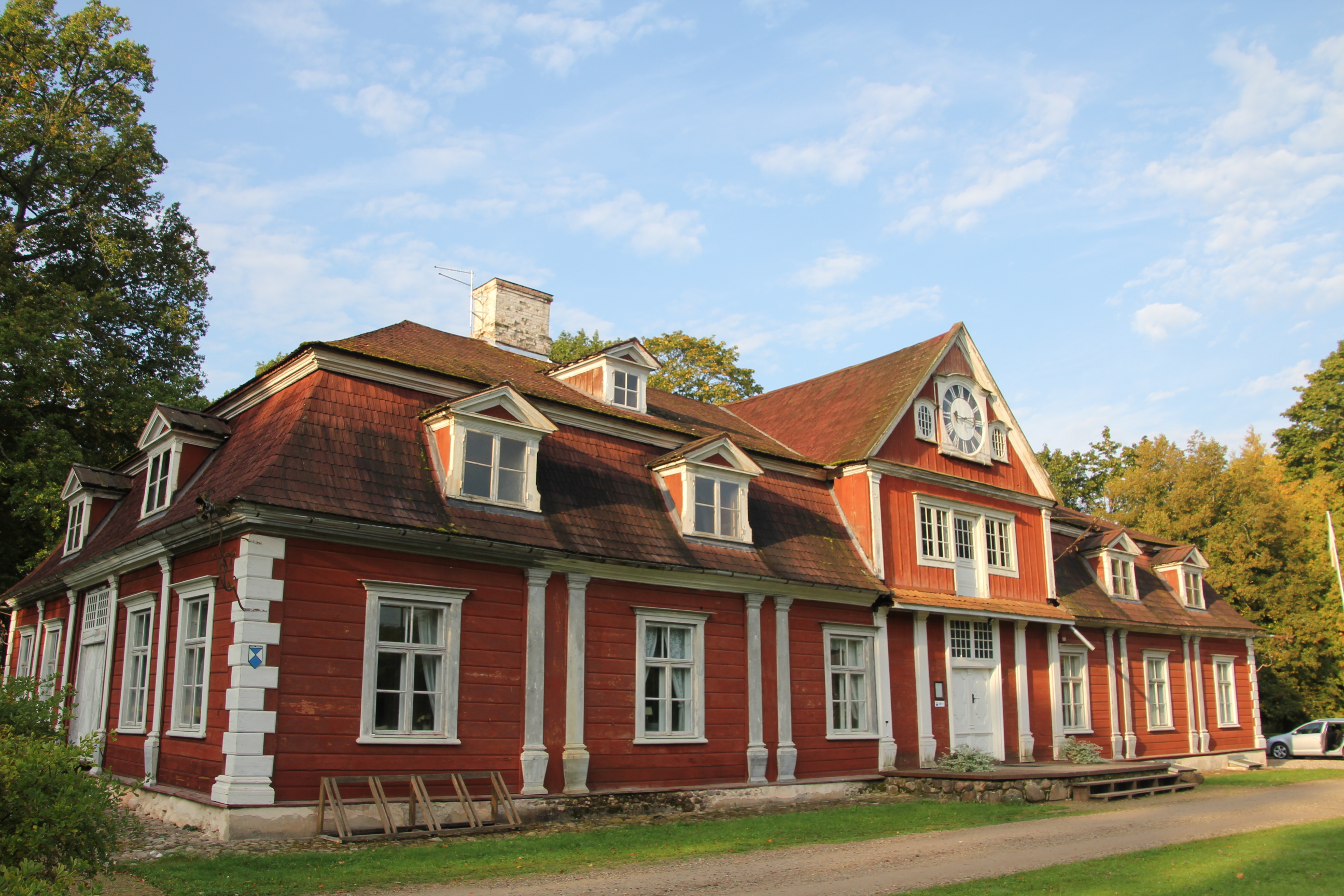
Herrenhaus Orellen

## Nachweise
1. ↑  Vides aizsardzības un reģionālās attīstības ministrija (Ministerium für Naturschutz und Regionalentwicklung), Karten und Auflistung der Verwaltungseinheiten, abgerufen am 21. Juli 2021
2. ↑  https://www.vietas.lv/objekts/auciema_muizas_komplekss/
3. ↑  https://www.vietas.lv/objekts/raiskuma_muiza/